# IC 5050
IC 5050 ist eine Spiralgalaxie vom Hubble-Typ Sb im Sternbild Aquarius auf der Ekliptik. Sie ist schätzungsweise 373 Millionen Lichtjahre von der Milchstraße entfernt und hat einen Durchmesser von etwa 145.000 Lichtjahren. 
Die Typ-Ia-Supernova SN 2012ee wurde hier entdeckt.
Das Objekt wurde am 13. Oktober 1898 vom französischen Astronomen Stéphane Javelle entdeckt.